# Беннетт, Ричард Бэдфорд
Достопочтенный Ричард Бэдфорд Беннетт, виконт Беннет (Richard Bedford Bennett, 1st Viscount Bennett ; 3 июля 1870 — 26 июня 1947) — одиннадцатый премьер-министр Канады с 7 августа 1930 по 23 октября 1935. Был на посту в самые сложные годы Великой Депрессии. Единственный бывший премьер-министр Канады получивший наследственное пэрство.

## Биография
После завершения обучения на адвоката в университете Дэлхаузи в 1893 году, Беннетт некоторое время оставался в Нью-Брансуике. В 1897 году он переехал в Альберту, где началась его политическая карьера. Долгое время Ричард Беннетт был лидером оппозиции в парламенте. На выборах 1930 года он победил Макензи Кинга.
В годы Великой депрессии Беннет ввёл в действие план, напоминавший Новый курс Рузвельта, однако этим оттолкнул как консерваторов, которым его действия казались слишком радикальными, так и либералов, которые критиковали его меры как недостаточные. Тем не менее, Беннет принял личное участие в судьбах многих канадцев, пожертвовав значительные личные средства на помощь нуждавшимся (он был богатейшим из канадских премьер-министров; в частности, ему принадлежала спичечная фабрика в Халле, основанная Э. Б. Эдди).
Во время предвыборной кампании и всего срока полномочий его сопровождала сестра Милдред, так как Ричард Беннетт не был женат. В 1938 году его сестра умерла и Беннетт уехал в Великобританию. В Англии он стал членом Палаты Лордов, получив титул виконта Беннетта.